# Karditsa (district régional)
Le district régional de Kardítsa (grec moderne : Περιφερειακή ενότητα Καρδίτσας/ Periferiakí enótita Kardítsas) est l'un des cinq districts régionaux de la périphérie (région) de Thessalie, en Grèce. Il a remplacé le nome de Kardítsa au 1er janvier 2011 dans le cadre de la réforme Kallikratis.

## Dèmes (municipalités)

Carte des dèmes du district régional de Kardítsa depuis la réforme Kallikratis.

Carte des dèmes du nome de Karditsa avant la réforme Kallikratis, qui sont les districts municipaux actuels.

Lors de la réforme Kallikratis (2011), les anciens 20 dèmes et une communauté du nome de Kardítsa sont fusionnés en six nouveaux dèmes, dont ils deviennent des districts municipaux. Les numéros correspondent à leur emplacement sur la carte.
| Nouveau dème     | Chef-lieu  | District municipal     | Code YPES | Chef-lieu (si différent) | Code postal | Préfixe tél. |
| ---------------- | ---------- | ---------------------- | --------- | ------------------------ | ----------- | ------------ |
| 2. Argithéa      | Anthiró    | 4. Achelóos            | 2404      | Vragiana (nn)            | 430 66      | 24450-31     |
| 2. Argithéa      | Anthiró    | 2. Argithéa            | 2402      | Anthiró                  | 430 65      | 24450-31     |
| 2. Argithéa      | Anthiró    | 21. Argithéa-Orientale | 2401      | Petrílo (el)             | 430 69      | 24450-31     |
| 1. Kardítsa      | Kardítsa   | 6. Ítamos              | 2406      | Kallíthiro (el)          | 431 00      | 24410-81     |
| 1. Kardítsa      | Kardítsa   | 7. Kallifóni           | 2407      |                          | 431 00      | 24410-88     |
| 1. Kardítsa      | Kardítsa   | 8. Kámbos              | 2408      | Stavros (nn)             | 431 00      | 24410        |
| 1. Kardítsa      | Kardítsa   | 1. Karditsa            | 2409      |                          | 431 00      | 24410-2 à 7  |
| 1. Kardítsa      | Kardítsa   | 10. Mitrópoli          | 2411      |                          | 431 00      | 24410-55     |
| 3. Lac Plastiras | Morfovoúni | 12. Nevrópoli Agráfon  | 2413      | Pezoúla (el)             | 430 60      | 24410-92     |
| 3. Lac Plastiras | Morfovoúni | 15. Plastíras          | 2416      | Morfovoúni               | 430 67      | 24410-95     |
| 4. Mouzáki       | Mouzáki    | 5. Ithómi              | 2405      | Fanári                   | 430 64      | 24410-39     |
| 4. Mouzáki       | Mouzáki    | 11. Mouzáki            | 2412      |                          | 430 60      | 24450-4      |
| 4. Mouzáki       | Mouzáki    | 14. Pámisos            | 2415      | Agnanderó (el)           | 430 61      | 24410-8      |
| 5. Palamás       | Palamás    | 20. Fýllo              | 2421      | Itéa                     | 430 62      | 24440-31     |
| 5. Palamás       | Palamás    | 13. Palamás            | 2414      |                          | 432 00      | 24440-2      |
| 5. Palamás       | Palamás    | 17. Sellana            | 2418      | Proastio (en)            | 430 70      | 24410-5      |
| 6. Sofádes       | Sofádes    | 3. Árni                | 2403      | Mataránga                | 433 00      | 24430-41     |
| 6. Sofádes       | Sofádes    | 9. Menelaḯda           | 2410      | Kédros                   | 433 00      | 24430-51     |
| 6. Sofádes       | Sofádes    | 16. Rendína            | 2417      |                          | 430 68      | 24430-71     |
| 6. Sofádes       | Sofádes    | 18. Sofádes            | 2419      |                          | 433 00      | 24430-2      |
| 6. Sofádes       | Sofádes    | 19. Tamásio            | 2420      | Leondári (nn)            | 430 63      | 24430-31     |